# Leczenie adiuwantowe
Leczenie adiuwantowe, leczenie adjuwantowe (łac. adiuvare, pomagać) – rodzaj ogólnoustrojowego leczenia nowotworów, uzupełniającego zasadnicze leczenie, najczęściej chirurgiczne. Najważniejszą metodą leczenia adiuwantowego jest chemioterapia, a w mniejszym stopniu hormonoterapia i radioterapia. Celem leczenia adiuwantowego jest eliminacja mikroprzerzutów, a tym samym redukcja ryzyka wznowy miejscowej lub pojawienia się przerzutów odległych i zwiększenie szansy na wyleczenie.
Po usunięciu guza pojawiają się sprzyjające warunki do działania chemioterapii. Jest to związane z dynamiką wzrostu guza, która ulega zahamowaniu w miarę jego wzrostu. Jest to spowodowane nienadążaniem rozwoju unaczynienia guza, w wyniku czego nie jest on wystarczająco ukrwiony i komórki nowotworowe nie mają optymalnych warunków do podziału. W wyniku cytoredukcji dochodzi do wzrostu wrażliwości na leki komórek nowotworowych, które po wcześniejszym okresie zmniejszonego wzrostu intensywnie się dzielą. Wówczas są szczególnie wrażliwe na leki cytostatyczne, które działają najsilniej na szybko dzielące się komórki.